# (20817) Liuxiaofeng
(20817) Liuxiaofeng est un astéroïde de la ceinture principale d'astéroïdes.

## Description
(20817) Liuxiaofeng est un astéroïde de la ceinture principale d'astéroïdes. Il fut découvert le 1er octobre 2000 à Socorro (Nouveau-Mexique) par le projet LINEAR. Il présente une orbite caractérisée par un demi-grand axe de 2,76 UA, une excentricité de 0,11 et une inclinaison de 9,9° par rapport à l'écliptique.

## Compléments